# Tišina (kanton posawski)
Tišina – wieś w Bośni i Hercegowinie, w Federacji Bośni i Hercegowiny, w kantonie posawskim, w gminie Domaljevac-Šamac. W 2013 roku liczyła 40 mieszkańców, z czego większość stanowili Serbowie.